# Drumsö metrostation
Drumsö (finska: Lauttasaari) är en metrostation inom Helsingfors metro. Stationen öppnades i samband med att Västmetron togs i bruk i november 2017. Det är den första stationen på den nya sträckan i riktning från Helsingfors till Esbo. Drumsö var en av de sista stationerna som blev klara av Västmetrons stationer.
Stationen började byggas år 2010. Stationens arkitektoniska tema är vatten i frusen form, alltså snö och is.  Stationen ligger 30 meter under markytan.